# Rita Drávucz
Rita Drávucz (* 14. April 1980 in Szolnok) ist eine ehemalige ungarische Wasserballspielerin. Sie war Olympiavierte 2008 und 2012, Weltmeisterin 2005 sowie Weltmeisterschaftszweite 2001 und erhielt bei Europameisterschaften je eine Gold- und Silbermedaille sowie drei Bronzemedaillen.

## Karriere
Rita Drávucz gewann ihre erste internationale Medaille mit der ungarischen Nationalmannschaft 2001 bei der Europameisterschaft in Budapest. Die Ungarinnen bezwangen die russische Mannschaft im Halbfinale mit 7:6. Im Finale siegten sie mit 10:8 über die Italienerinnen. Einen Monat später fanden in Fukuoka die Weltmeisterschaften 2001 statt. Nach einem 4:3-Sieg im Halbfinale gegen Kanada trafen die Ungarinnen im Endspiel wie bei der Europameisterschaft auf die Italienerinnen, diesmal unterlagen sie mit 3:7. Auch zwei Jahre später fanden beide internationalen Titelkämpfe in aufeinander folgenden Monaten statt. Bei der Europameisterschaft in Slowenien siegten die Ungarinnen im Halbfinale mit 7:6 über die Russinnen. Im Finale unterlagen sie den Italienerinnen mit 5:6. Im Monat darauf bei den Weltmeisterschaften in Barcelona verloren die Ungarinnen im Viertelfinale gegen die Russinnen und belegten letztlich den fünften Rang. 2004 in Athen nahm Rita Drávucz erstmals an Olympischen Spielen teil. Nach einem 5:8 im Viertelfinale gegen die Italienerinnen unterlagen die Ungarinnen im Spiel um den fünften Platz den Russinnen mit 11:12. Drávucz warf im Turnierverlauf sieben Tore, davon drei im Platzierungsspiel gegen die russische Auswahl.
2005 bei den Weltmeisterschaften in Montreal siegten die Ungarinnen im Halbfinale mit 9:7 gegen die kanadische Auswahl. Im Finale siegten sie nach Verlängerung gegen das US-Team mit 10:7. Damit gewannen die Ungarinnen nach elf Jahren zum zweiten Mal den Weltmeistertitel. 2006 bei der Europameisterschaft in Belgrad verloren die Ungarinnen im Halbfinale mit 11:12 gegen die Russinnen. Das Spiel um den dritten Platz gewannen sie mit 12:11 gegen die Spanierinnen. Im Jahr darauf bei der Europameisterschaft 2008 in Málaga verloren die Ungarinnen ihr Halbfinale gegen die Spanierinnen mit 7:8. Im Spiel um Bronze besiegten sie die Italienerinnen mit 9:6. Beim olympischen Wasserballturnier 2008 in Peking gewannen die Ungarinnen ihre Vorrundengruppe, unterlagen aber im Halbfinale mit 7:8 gegen die Niederländerinnen. Im Spiel um Bronze siegten die Australierinnen mit 12:11. Drávucz warf zehn Tore, wobei sie sowohl im Halbfinale als auch im Spiel um den dritten Platz zwei Tore erzielte.
2009 bei den Weltmeisterschaften in Rom unterlagen die Ungarinnen im Viertelfinale den Kanadierinnen und erreichten in den Platzierungsspielen den siebten Platz, wobei Drávucz im Spiel um den siebten Platz vier der elf ungarischen Tore warf. Zwei Jahre später belegten die Ungarinnen den neunten Platz bei den Weltmeisterschaften 2011 in Shanghai. Bei den Olympischen Spielen 2012 in London besiegten die Ungarinnen im Viertelfinale die Russinnen mit 11:10. Nach einer 9:10-Halbfinalniederlage gegen die Spanierinnen verloren die Ungarinnen das Spiel um den dritten Platz in der Verlängerung gegen die Australierinnen. Von ihren sechs Turniertoren warf Drávucz je zwei im Halbfinale und im Spiel um den dritten Platz.
Die 1,80 m große Rita Drávucz war mit Szentesi VK ungarische Meisterin von 1997 bis 2000 und mit Associazione Sportiva Orizzonte Catania mehrfach italienische Meisterin.